# Lidsperrer

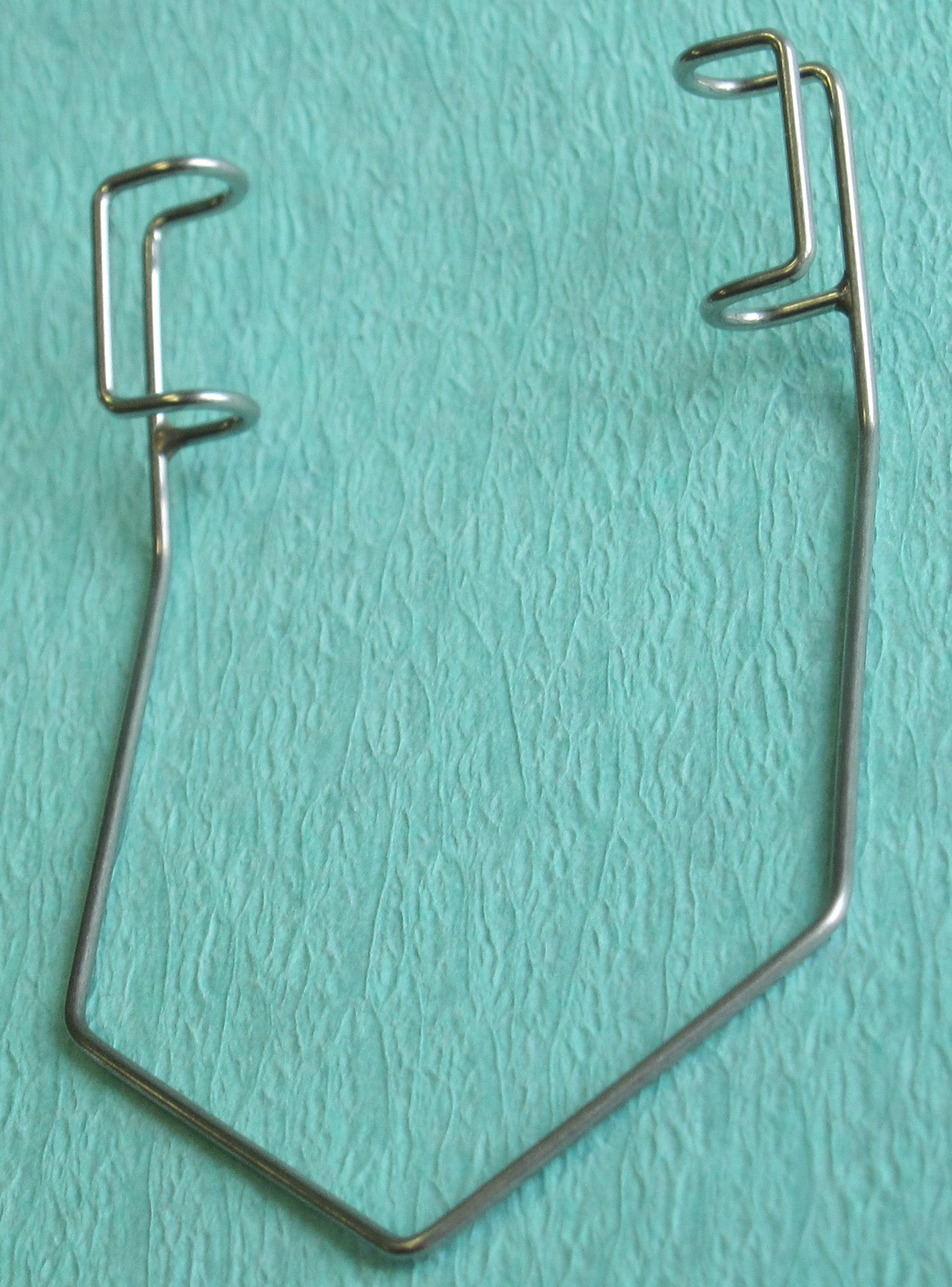
Lidsperrer, Modell nach José Barraquer aus Federstahl

Der Lidsperrer oder Lidspreizer (Speculum oculi), früher auch Sperrelevator oder Ecarteur genannt, ist ein Instrument in der Augenheilkunde, das zum Auseinanderhalten beziehungsweise zum Zurückhalten der Augenlider und damit zur Öffnung der Lidspalte bei chirurgischen Eingriffen am Auge dient. Lidsperrer (auch: Barraquer-Lidsperrer nach dem spanischen Augenarzt José Ignacio Barraquer Moner, 1916–1998) zählen zu den Medizinprodukten und bestehen aus zwei Haltebügeln mit jeweils einem hakenförmigen Ende, welches in Ober- und Unterlid eingehängt wird. Die Haltebügel werden entweder mit einem Federmechanismus oder mit Schraubgewinden auseinandergedrückt, so dass eine permanente Spannung auf die Augenlider ausgeübt wird. Ein weiterer Mechanismus ist die Verkantung der Lidhaken nach dem Prinzip einer Schraubzwinge. Lidsperrer werden auch eingesetzt zur Fremdkörperentfernung und bei Augenspülungen nach Verätzungen. Mittlerweile sind Einweg-Drahtlidsperrer in verschiedenen Ausführungen verfügbar.
Im Gegensatz zu Lidhaken müssen Augensperrer nicht durch eine Hilfsperson gehalten werden. Ein Lidhaken ist ein kleiner stumpfer Wundhaken mit einem abgerundeten und gebogenen Funktionskopf für die doppelte Ektropionierung.
Ebenso sind abzugrenzen der Lidhalter (Blepharostat oder Blepharocatochus) als ein langgestieltes löffelförmiges Instrument zum Anheben und zum Zurückhalten der Oberlider bei Augenoperationen und die Lidklemme (Blepharospath) als eine spezielle Klemmpinzette mit einer plattenförmigen und einer bügelförmigen Branche ebenfalls für Lid- und Augenoperationen. Im Besonderen dient der Desmarres-Lidhalter (Retraktor nach Louis-Auguste Desmarres, 1810–1882) zum Ektropionieren des Oberlides; dieser Halter wird von einer Hand des Untersuchers gehalten. Mitunter wird auch der Blepharostat (Lidhalter) als ein „Gerät zur Spreizung der Lidspalte“ (Rima palpebrarum) definiert. Ein Augenlidkratzer zum Abschaben der inneren Augenliderfläche wurde als Blepharoxyston, Blepharoxystum oder Blepharoxystrum bezeichnet.
In der Tiermedizin werden Lidspreizer nicht nur bei Augenoperationen, sondern auch zum Auseinanderhalten der Maulspalte bei kleinen Heimtieren verwendet.